# Copa Argentor 1928
En 1928 se realizó el cuarto torneo de Copa organizado por la Federación de Fútbol de Costa Rica, bajo el nombre de Copa Argentor (trofeo donado por la compañía Argentor-Werke), Liga Deportiva Alajuelense obtuvo los dos trofeos disputados en la primera división; uno como campeones nacionales y otros como dueños indiscutibles del torneo de Copa disputado de diciembre de 1928 a enero de 1929.
Los equipos participantes fueron de primera, de segunda y tercera división, entre ellos: Liga Deportiva Alajuelense, Sociedad Gimnástica Española, Club Sport Herediano, Orión FC. Si bien el cuadro de juegos inicial incluye seis equipos, finalmente solo cuatro luchan por la copa: Alajuelense, Herediano y Gimnástica Española por las primeras divisiones junto con Orión como monarca de terceras; los clubes Association de Santo Domingo y Juventud de Mata Redonda son excluidos de la competición al incumplir con el requisito de pago.
El goleador del certamen fue Alejandro Morera Soto de Liga Deportiva Alajuelense con 5 anotaciones. Alajuelense se proclamó campeón del torneo al vencer en la semifinal a Herediano (4-3) y en la final al Orión FC (1-1, 3-1).

## Semifinales
| 30 de diciembre de 1928 | Alajuelense        | 4:3 | Herediano                                     | Estadio Nacional, San José  |                             |
|                         | Alejandro Morera 3 |     | Lorenzo Arias Braulio Morales Guillermo Pérez | Árbitro(s): Eduardo Garnier | Árbitro(s): Eduardo Garnier |

| 1 de enero de 1929 | Orión FC                             | 3:2 | Sociedad Gimnástica Española     | Estadio Nacional, San José    |                               |
|                    | Carlos Chamberlain 2 Gonzalo Herrera |     | Romeo Parravicini Arturo Serrano | Árbitro(s): Salvador González | Árbitro(s): Salvador González |

## Final
| 6 de enero de 1929 | Alajuelense      | 1:1 | Orion FC        | Estadio Nacional, San José |                           |
|                    | Alejandro Morera |     | Gonzalo Herrera | Árbitro(s): Harold Bougle  | Árbitro(s): Harold Bougle |

| 13 de enero de 1929 | Alajuelense                                    | 3:1 | Orion FC      | Estadio Nacional, San José    |                               |
|                     | Enrique Solera Carlos Bolaños Alejandro Morera |     | Óscar Bolaños | Árbitro(s): Salvador González | Árbitro(s): Salvador González |

|                            |
| Liga Deportiva Alajuelense |
|                            |
| 2° título                  |

| Predecesor: Torneo de Copa 1926 | Torneo de Copa de Costa Rica 1928 | Sucesor: Torneo de Copa 1929 |